# احتمال شرطي

رسم بياني توضيحي

في دراسة الاحتمالات، احتمال شرطي هو احتمال وقوع حدث ما علما أن حدثا آخر ما قد وقع.
نفرض أن E حدث اختياري ما ضمن فضاء العينة S بحيث. عندئذ نعرف احتمال وقوع الحدث A بفرض أن E قد وقع أو بعبارة أخرى الاحتمال الشرطي للحدث Aعند وقوع E (ويكتب):
{\displaystyle P(A\mid E)={\frac {P(A\cap E)}{P(E)}}.}

## تعريف
إذا كان الحادثان A و B مستقلين فإن {\displaystyle P(A\mid B)=P(A)} و {\displaystyle P(A\,,B)=P(A)\times P(B)}

### تعريف كولموغوروف
{\displaystyle P(A\mid E)={\frac {P(A\cap E)}{P(E)}}.}

## مثال
ترسل الإشارات اللاسلكية على شكل «نقاط» و«خطوط» حيث عدد النقاط يساوي 3/4.
عدد الخطوط.وبسبب الأخطاء فإن النقطة تصبح خطا باحتمال 2/3 والخط يصبح نقطة باحتمال 1/4
فإذا استلمت إشارة «نقطة» فما احتمال أنها أرسلت«نقطة».